# Ґао Сян
Ґао Сян (高翔, 1688 —1753) — китайський художник часів династії Цін; представник гуртка «Вісім диваків з Янчжоу».

## Життєпис
Народився у 1688 році в Янчжоу (провінція Цзянсу). Походив з родини простолюдина. Замолоду виявив хист до малювання. Ґао Сян листувався з відомим художником Шитао, товаришував з Ван Шишенєм, Юань Цзи, якого високо цінував і поважав, будучи більш ніж на сорок років молодшим за нього. Після смерті Юань Цзи Ґао Сян щовесни аж до власної смерті приходив на його могилу, щоб засвідчити повагу. У похилому віці у Ґао Сян паралізувало праву руку і йому довелося писати лівою. Ґао Сян відмовився від державної служби, усе життя заробляв продажем картин. Помер в Янчжоу у 1753 році.

## Творчість
Був майстром жанру «квіти й птахи». Здебільшого уславився своїми нещільними і нескученими квітами сливи. Часто вони були рожевими. Після параліча правої руки його стиль став ще більш незвичайним і дивно привабливим.